# Antoni Feliks Kraszewski
Antoni Feliks Kraszewski (ur. 30 maja 1797 w majątku Tarkowo, powiat Inowrocław, zm. 23 stycznia 1870 w Dreźnie), polski polityk ziemiański, deputowany na Sejm prowincjonalny Wielkiego Księstwa Poznańskiego i do parlamentu pruskiego.
Był synem właściciela ziemskiego i prezesa Trybunału w Bydgoszczy Jana oraz Anny z Poleskich. Rozpoczął studia na wydziale filozofii i prawa Uniwersytetu Wrocławskiego (1816), następnie przeniósł się na studia prawno-administracyjne do Berlina, potem do Halle i Getyngi, gdzie obronił doktorat. W Berlinie był w 1818 jednym z założycieli i przywódców Stowarzyszenia Polskiego, następnie – po konflikcie w kierownictwie organizacji – wystąpił ze stowarzyszenia i powołał Związek Polski (1819), reprezentujący bardziej liberalne poglądy. Po rychłym wyjeździe Kraszewskiego z Berlina organizacje ponownie połączyły się pod nazwą Związek Polski „Polonia”.
Po obronie doktoratu Kraszewski otrzymał propozycję pracy na uczelni w Getyndze jako docent i zamierzał z niej skorzystać, jednak z powodu śmierci ojca powrócił do kraju i zajął się administracją majątku rodzinnego Tarkowo. Zaangażował się w życie publiczne. W 1828 był jednym z inicjatorów powołania Towarzystwa Przyjaciół Rolnictwa, Przemysłu i Oświaty w Wielkim Księstwie Poznańskim, które jednak nie uzyskało zatwierdzenia władz pruskich. Był deputowanym ze stanu rycerskiego z powiatu inowrocławskiego na sejm prowincjonalny Wielkiego Księstwa Poznańskiego w 1830 roku
Wziął udział w powstaniu listopadowym w szeregach 7. pułku liniowego w korpusie generała Antoniego Giełguda; po przekroczeniu granicy pruskiej przez korpus został aresztowany i był więziony w twierdzach Grudziądz i Srebrna Góra. Po zwolnieniu powrócił do pracy w Tarkowie. Odrzucił propozycje zatrudnienia w ministerstwie w Berlinie oraz na posadzie radcy szkolnego w Poznaniu; zdawał sobie sprawę, że współpraca z wybitnie antypolskim nadprezydentem Wielkiego Księstwa Poznańskiego Flottwellem była praktycznie niemożliwa. W 1841 ponownie został wybrany do poznańskiego sejmu prowincjonalnego, gdzie reprezentował umiarkowane poglądy narodowe. Był deputowanym ze stanu rycerskiego na sejm prowincjonalny Wielkiego Księstwa Poznańskiego w 1843 roku. W 1843 zainicjował przedstawienie królowi pruskiemu specjalnego adresu, zawierającego zarówno potępienie zamachu dokonanego na władcę, jak i serię oczekiwań Wielkiego Księstwa Poznańskiego (konstytucja, jawność i niezawisłość sądownictwa, poprawa oświaty, uwzględnienie praw narodowych Polaków). Kraszewski działał także przy tworzeniu Towarzystwa Pomocy Naukowej i wszedł w skład jego pierwszej dyrekcji oraz był członkiem specjalnej komisji reorganizującej wielkopolskie towarzystwa rolnicze (1842) i przewodniczącym towarzystwa rolniczego w Inowrocławiu (1845).
Pod koniec lat 40. XIX wieku Kraszewski był – obok Macieja Mielżyńskiego i Gustawa Potworowskiego – jednym z przywódców stronnictwa „matadorów poznańskich”, zwolenników legalnej opozycji wobec rządu. Reprezentował sejm prowincjonalny na pierwszych sejmach zjednoczonych (Połączone Stany) w Berlinie. Po wybuchu rewolucji marcowej 1848 Komitet Narodowy wysłał go do Berlina z protestem przeciwko represjom pruskim. Szeroko komentowano ostre starcie słowne Kraszewskiego z królem Fryderykiem Wilhelmem w czasie audiencji 23 marca 1848. Deputowany do Pruskiego Zgromadzenia Konstytucyjnego w 1848 roku. Po upadku powstania nadal bronił spraw polskich w parlamencie, ale w październiku 1848 złożył mandat; w kolejnym roku jego kandydatury nie wystawiono w wyborach. W czerwcu 1848 wszedł w skład Tymczasowej Dyrekcji Ligi Polskiej.
Po 1848 ograniczył działalność polityczną. Jeszcze w 1850 założył w Inowrocławiu Bractwo Polskie, ale organizacja ta nie odgrywała większej roli. W 1858 ostatecznie wycofał się z pracy w sejmie prowincjonalnym; wkrótce z powodu ciężkiej choroby żołądka przekazał także administrację Tarkowa synowi i wyjechał na leczenie. Ostatnie lata życia spędził w Dreźnie.
Był żonaty (z Anną z Gruszczyńskich), miał syna Jana.